# 街头霸王ZERO 2
《街头霸王ZERO 2》是一款由卡普空制作和发行的游戏。游戏最初于1996年2月在日本街机发行，之后移植至PlayStation、世嘉土星、超级任天堂和Windows等平台。
《街头霸王ZERO 2》保留了《快打旋風ZERO》中的特征，包括三连击等。
《Next Generation》给予本游戏街机版本3/5颗星。